# Sewadjkare
Sewadjkare fou un faraó de la dinastia XIII d'Egipte, durant el Segon Període Intermedi. El seu nom vol dir ‘el que l'ànima de Ra fa florir’. Va regnar menys d'un any al segle xviii aC.